# Amador und Marcelas Rosen
Amador und Marcelas Rosen ist ein spanisches Filmdrama von Fernando León de Aranoa aus dem Jahr 2010.

## Handlung
Nelson ist ein bolivianischer Rosenverkäufer in Spanien, der sich mühsam über Wasser hält. Sein großer Traum ist ein eigener Blumenladen, den er nach seiner Freundin „Marcelas Rosen“ benennen will. Marcela ist eine stille, ruhige Frau, die sich jedoch von ihm trennen will. Sie schreibt ihm einen Abschiedsbrief, den sie wenige Stunden später wieder zerreißt, nachdem sie erfahren hat, dass sie schwanger ist. Schweren Herzens entscheidet sie, bei Nelson zu bleiben, ohne ihm aber von der Schwangerschaft zu erzählen. Nelson bemerkt nicht, wie unglücklich Marcela ist, weil sie für ihn eine Selbstverständlichkeit in seinem Leben ist.
Da sie einen neuen Kühlschrank brauchen, nimmt Marcela einen gering bezahlten Job an. Yolanda stellt sie als Betreuerin ihres pflegebedürftigen Vaters Amador an, weil sie und ihr Mann keine Zeit für ihn aufbringen können. Amador, der anfangs etwas griesgrämig ist, findet zunehmend Gefallen an Marcelas Anwesenheit. Auch Marcela fühlt sich in seiner Gegenwart immer wohler. Sie unterhalten sich beispielsweise über Amadors angefangenes Puzzle, dem sie nichts abgewinnen kann, über die Arbeitsmarktlage und viele alltägliche Ereignisse. Eines Tages konfrontiert er sie mit der Feststellung, dass sie schwanger ist. Weil sie ihm vertraut, verneint sie es auch nicht. Amador legt seine Hand auf Marcelas Bauch und richtet einige Worte an das Ungeborene. Es sei noch kein Platz für es in dieser Welt, allerdings bald, denn er werde in absehbarer Zeit gehen. Marcela hingegen genießt Amadors Vertrauen, da sie seine wöchentlichen Besuche der Prostituierten Puri vor seiner Tochter verheimlicht.
Alles ändert sich jedoch, als Amador stirbt. Aus Angst, ihren Lohn nicht zu erhalten, verschweigt sie seinen Tod, geht ihrer täglichen Arbeit nach, schmückt das Zimmer mit Rosen und lässt sich gegenüber Yolanda einige Geschichten einfallen. Doch sie gerät durch diese Entscheidung mit der Zeit extrem unter Druck. Als eines Tages wieder Puri vor der Tür steht, gesteht sie ihr alles. Puri versucht ihr künftig zu helfen und beide werden Freundinnen.
Nachdem Yolanda immer öfter anruft und auch ein Nachbar misstrauisch wird, findet sie Spuren in der Wohnung, die darauf hinweisen, dass jemand da war. Verzweifelt versucht sie sich mit einer Überdosis von Amadors Medikamenten das Leben zu nehmen, wird jedoch noch rechtzeitig von Puri gerettet. Als sie am nächsten Tag wieder in Amadors Wohnung gehen will, sieht sie die offene Wohnungstür und Yolanda mit ihrem Mann darin stehen. Entsetzt macht sie kehrt und setzt sich ins gegenüberliegende Café. Yolanda setzt sich wenig später dazu und erzählt ihr von finanziellen Engpässen, bei denen die Pension ihres Vaters sehr hilfreich ist. Daher bittet sie Marcela, ihren Job einige Monate länger auszuüben und dem toten Amador Gesellschaft zu leisten.
Einige Wochen später hat sie sich entschieden, Nelson zu verlassen und hinterlässt ihren Abschiedsbrief als Puzzle. Sie sitzt gemeinsam mit Puri auf einer Parkbank. Auf Puris Frage hin, ob sie schon einen Namen für das Kind habe, nickt Marcela und lächelt.

## Kritik
„Bitter-zartes Drama, das einfühlsam, aber ungeschönt hart von der stillen Emanzipation einer Frau und den komplizierten Facetten ihres Daseins erzählt. Hinter der spröden Schale des Dramas verbirgt sich ein Film voller verschmitzter Lakonie und mystischer Poesie.“

„Es verbinden sich Sozial-Kommentar, trockene schwarze Komödie und der Gewissensnotstand einer tiefgläubigen Katholikin auf hintergründige Weise. Die Kamera dieser "Lügen und Geheimnisse" übersetzt Marcelas Gedanken in Bilder, während de Aranoas Drehbuch stilvolle Metaphern für jemanden findet, der innerlich aufgewühlt darauf wartet, sein Herz auszuschütten und das Puzzle des Lebens mühsam zusammenzusetzen. Wenn Amador und Marcela über das Dasein sinnieren, ist das Poesie, im Kontrast zum profanen, fantasielosen Nelson. Amadors Ansprache an ihr Ungeborenes kann man getrost als einen der ergreifendsten Momente des Kinojahres in dieser Arthaus-Blume der schönsten Sorte bezeichnen.“